# Llambrega
La llambrega o el tord cuanegre (Symphodus melanocercus) és una espècie de peix de la família dels làbrids i de l'ordre dels perciformes.

## Morfologia
- Els mascles poden assolir els 14 cm de longitud total.
- El dors és marró i els flancs groguencs, amb una ampla banda vertical negre sobre l'aleta caudal.[1]

## Distribució geogràfica
Es troba a la Mediterrània i al Mar de Màrmara.